# Centreville, Michigan
Centreville är en by i den amerikanska delstaten Michigan med en yta av 3,7 km² och en folkmängd, som uppgår till 1 579 invånare (2000). Centreville är administrativ huvudort i Saint Joseph County.